# Cergnago
Cergnago är en ort och kommun i provinsen Pavia i regionen Lombardiet i Italien. Kommunen hade 722 invånare (2018).